# Jean-Paul de Jong
Jean-Paul de Jong, né le 17 octobre 1970 à Utrecht aux Pays-Bas, est un footballeur néerlandais qui jouait au poste de milieu central devenu entraîneur.

## Biographie

### Carrière de joueur
Né à Utrecht aux Pays-Bas, Jean-Paul de Jong est notamment formé par le Feyenoord Rotterdam et l'Ajax Amsterdam, mais n'y joue aucun match en professionnel. C'est finalement en Allemagne qu'il commence sa carrière, du côté de l'Arminia Bielefeld, qu'il rejoint librement lors de l'été 1989. Le club évolue alors en troisième division allemande lorsqu'il joue son premier match, le 1er octobre 1989 face au FC Gütersloh. Il entre en jeu lors de cette rencontre remportée par son équipe sur le score de sept buts à zéro.
En juillet 1993 il fait son retour aux Pays-Bas pour s'engager en faveur du FC Utrecht. Il joue son premier match sous ses nouvelles couleurs le 15 août 1993, à l'occasion de la première journée de la saison 1993-1994 d'Eredivisie, contre le FC Volendam, où il est titularisé (2-2).
Il découvre la coupe d'Europe avec Utrecht, jouant son premier match lors d'une rencontre de coupe UEFA contre le Grazer AK le 20 septembre 2001. Il est titularisé lors de cette rencontre remportée par son équipe par trois buts à zéro.
En 2006, de Jong atteint le record du nombre de cartons jaunes reçus pour un joueur dans l'Eredivisie, avec un total de 83 cartons jaunes écopés dans sa carrière. Il avoue par ailleurs ne pas être très fier de cette distinction. Ce record est battu en 2010 par Patrick Pothuizen (en).
Jean-Paul de Jong devient un joueur emblématique du FC Utrecht, où il évolue de 1993 à 2007, obtenant le surnom de Mr. FC Utrecht. Il met un terme à sa carrière professionnelle à l'issue de la saison 2006-2007, à l'âge de 36 ans.

### Carrière d'entraîneur
Après sa carrière de joueur, Jean-Paul de Jong devient entraîneur. Le 2 janvier 2018 il devient l'entraîneur principal du FC Utrecht, accompagné de deux adjoints : Marinus Dijkhuizen et Rick Kruys. De Jong est démis de ses fonctions le 4 septembre 2018, Utrecht étant alors à la onzième place du classement, les raisons avancées de cette éviction sont également la mauvaise alchimie et la communication entre le groupe et le staff. Ses adjoints Dijkhuizen et Kruys reprennent son poste en tant qu'intérimaires.
Le 11 juin 2019, de Jong est nommé entraîneur principal du Roda JC, club avec lequel il signe un contrat d'un an. Il succède ainsi à Eric van der Luer qui était en poste en tant qu'intérimaire après le licenciement de Robert Molenaar (en),.

## Palmarès

### En tant que joueur
FC Utrecht
- Coupe des Pays-Bas (2) :
  - Vainqueur : 2003 et 2004.
  - Finaliste : 2002.
- Supercoupe des Pays-Bas (1) :
  - Vainqueur : 2004.